# Natação no Campeonato Mundial de Esportes Aquáticos de 2009 - 10 km masculino
A prova de 10 quilômetros masculino da maratona aquática no Campeonato Mundial de Esportes Aquáticos de 2009 foi realizada no dia 22 de julho na praia de Óstia, nos arredores de Roma.

## Medalhistas
| Ouro              | Prata                | Bronze             |
| Thomas Lurz (GER) | Andrew Gemmell (USA) | Fran Crippen (USA) |

## Resultados
Estes foram os resultados da prova:
| Pos.              | Atleta                   | País           | Tempo     |
| ----------------- | ------------------------ | -------------- | --------- |
| Medalha de ouro   | Thomas Lurz              | Alemanha       | 1:52:06.9 |
| Medalha de prata  | Andrew Gemmell           | Estados Unidos | 1:52:08.3 |
| Medalha de bronze | Fran Crippen             | Estados Unidos | 1:52:10.7 |
| 4                 | Valerio Cleri            | Itália         | 1:52:11.4 |
| 5                 | Brian Ryckeman           | Bélgica        | 1:52:13.1 |
| 6                 | Spyridon Gianniotis      | Grécia         | 1:52:13.6 |
| 7                 | Francisco Jose Hervas    | Espanha        | 1:52:14.7 |
| 8                 | Trent Grimsey            | Austrália      | 1:52:14.8 |
| 9                 | Mazen Metwaly            | Egito          | 1:52:14.9 |
| 10                | Evgeny Drattsev          | Rússia         | 1:52:15.0 |
| 11                | Luis Escobar             | México         | 1:52:18.0 |
| 12                | Jakub Fitchl             | Chéquia        | 1:52:24.0 |
| 13                | Csaba Gercsak            | Hungria        | 1:52:28.0 |
| 14                | Arseniy Lavrentyev       | Portugal       | 1:52:28.2 |
| 15                | Diego Nogueira Montero   | Espanha        | 1:52:37.1 |
| 16                | Antonios Fokaidis        | Grécia         | 1:52:41.3 |
| 17                | Daniel Fogg              | Reino Unido    | 1:52:44.3 |
| 18                | Sergey Bolshakov         | Rússia         | 1:52:44.5 |
| 19                | Ivan Lopez               | México         | 1:52:45.9 |
| 20                | Julien Codeville         | França         | 1:52:47.2 |
| 21                | Rhys Mainstone           | Austrália      | 1:52:50.2 |
| 22                | Allan do Carmo           | Brasil         | 1:52:52.2 |
| 23                | Chad Ho                  | África do Sul  | 1:53:13.1 |
| 24                | Bertrand Venturi         | França         | 1:53:14.5 |
| 25                | Adel El-Behary           | Egito          | 1:53:52.1 |
| 26                | Simon Tobin-Daignault    | Canadá         | 1:53:53.9 |
| 27                | Christian Reichert       | Alemanha       | 1:54:09.9 |
| 28                | Michael Dmitriev         | Israel         | 1:54:29.6 |
| 29                | Petar Stoychev           | Bulgária       | 1:54:50.8 |
| 30                | Jan Posmourny            | Chéquia        | 1:55:17.4 |
| 31                | Ventsislav Aydarski      | Bulgária       | 1:55:53.5 |
| 32                | Simone Ercoli            | Itália         | 1:56:46.3 |
| 33                | Daniel Viegas            | Espanha        | 1:58:21.3 |
| 34                | Craig Hamilton           | Reino Unido    | 1:58:55.7 |
| 35                | Kurt Niehaus             | Costa Rica     | 1:59:25.0 |
| 36                | Ivan Enderica            | Equador        | 1:59:29.4 |
| 37                | Philippe Dubreuil        | Canadá         | 1:59:38.9 |
| 38                | Marcelo Romanelli Soares | Brasil         | 2:00:42.2 |
| 39                | Esteban Enderica         | Equador        | 2:01:48.8 |
| 40                | Josip Soldo              | Croácia        | 2:08:07.2 |
| 41                | Tomislav Soldo           | Croácia        | 2:12:19.8 |
| 42                | Juan Prem Biere          | Guatemala      | 2:20:48.2 |
|                   | Elgun Babayev            | Azerbaijão     | DNF       |
|                   | Ruslan Bolshakov         | Azerbaijão     | DNF       |
|                   | Angel Moreira            | Venezuela      | DNF       |
|                   | Igor Chervynskiy         | Ucrânia        | DSQ       |
|                   | Igor Snitko              | Ucrânia        | DSQ       |
|                   | Yvan Hernandez           | Espanha        | DSQ       |

- DNF: não completou (Did Not Finish)
- DSQ: desclassificado (Disqualified)